# La Móra (Granyanella)
La Móra és una entitat de població del municipi de Granyanella, a la comarca de la Segarra. El poble se situa curs avall del riu Ondara. Restà en mans de les famílies Saportella i la de Jaume Ferrer. Un dels membres d'aquest darrer llinatge, Maties Ferrer, finançà el Molí de la Móra, que anys més tard passaria a la família Tro (la grafia T present a les llambordes de l'escala n'és un senyal) i posteriorment a la de Clàries.

## Llocs d'interès

### Sant Jaume de la Móra
L'església de Sant Jaume data del segle xii i és d'estil romànic. Restaurat recentment, consta d'una nau amb dues capelles laterals. S'hi accedeix a través d'un portal d'arc de mig punt ornat per una arquivolta damunt el qual hi ha un ull de bou i un desproporcionat campanar d'espadanya de tres ulls. L'absis, a l'exterior, roman mig tapat per la sagristia, que s'adossa al costat sud.

### Pla de Tenalles
El jaciment del poblat ibèric del Pla de Tenalles es va donar a conèixer per Ramon Boleda a principis dels anys cinquanta, tot i que no seria fins a gairebé vint anys més tard quan es farien les primeres prospeccions. Moltes de les troballes, de les que destaquen les ceràmiques d'èpoques hallstàttiques i campanianes, es poden veure actualment al Museu Comarcal de l'Urgell.